# Steven Brand
Steven Brand (Dundee, Escocia, 26 de junio de 1969) es un actor británico de cine y televisión.

## Carrera
Realizó su debut en el cine estadounidense interpretando el personaje de Memnon en la película El rey Escorpión al lado de Dwayne Johnson. A continuación registró apariciones en producciones de ese país como The Mind of the Married Man, The Diary of Ellen Rimbauer, CSI y Human Target, entre otras. 
Más recientemente apareció en las películas de terror Mayhem y Demons.

## Filmografía

### Cine
| Año  | Título                  | Papel           | Notas |
| ---- | ----------------------- | --------------- | ----- |
| 1994 | Beyond Bedlam           | Turnball        |       |
| 2002 | The Scorpion King       | Memnon          |       |
| 2007 | Treasure Raiders        | Michael Nazzaro |       |
| 2007 | Say It in Russian       | Andrew Lamont   |       |
| 2008 | Stone & Ed              | Sr. Black       |       |
| 2008 | XII                     | Agente Naughton |       |
| 2008 | The Human Contract      | Boyd            |       |
| 2011 | Hellraiser: Revelations | Ross Craven     |       |
| 2013 | Saving Lincoln          | Ned Baker       |       |
| 2013 | The Cloth               | Padre Johnson   |       |
| 2014 | Telling of the Shoes    | Blaine          |       |
| 2014 | Echoes                  | Paul Wagner     |       |
| 2016 | Trial                   | Connor          |       |
| 2017 | Mayhem                  | John Towers     |       |
| 2017 | Demons                  | Eddie           |       |
| 2023 | Saw X                   | Parker Sears    |       |

### Televisión
| Año       | Título                         | Papel                                       | Notas                                             |
| --------- | ------------------------------ | ------------------------------------------- | ------------------------------------------------- |
| 1993      | The Darling Buds of May        | Tom Sargent                                 | 4 episodios                                       |
| 1994–95   | Casualty                       | Adam Cooke                                  | 9 episodios                                       |
| 1998      | Taggart                        | Peter Letham                                | "Dead Reckoning"                                  |
| 1998      | Babes in the Wood              | Gary                                        | "1.4"                                             |
| 1999      | Wing and a Prayer              | Stewart Patterson                           | "2.5"                                             |
| 1999      | The Bill                       | Mervyn Castle                               | "Sleeping with the Enemy"                         |
| 1999      | Psychos                        | Iain Telfer                                 | Miniserie                                         |
| 1999      | Love in the 21st Century       | Peter                                       |                                                   |
| 2000      | Heartbeat                      | Dr. Ian Peters                              | "The Good Doctor"                                 |
| 2000–01   | Doctors                        | Chris Rawlings                              | 2 episodios                                       |
| 2001      | The Savages                    | Richard                                     | "The Ex Files"                                    |
| 2001      | The Mind of the Married Man    | Andrew                                      |                                                   |
| 2001–02   | Hellsing                       | Alexander Anderson (voz)                    | Papel principal                                   |
| 2003      | The Dairy of Ellen Rimbauer    | John Rimbauer                               | Miniserie                                         |
| 2003      | Mystery Woman                  | Elliot McCallister                          | Telefilme                                         |
| 2004      | CSI: Crime Scene Investigation | Dr. Malaga                                  | "Crow's Feet"                                     |
| 2004      | Still Life                     | Whit Gagne                                  | "Caught", "Not Fade Away", "Gravity"              |
| 2005      | McBride: The Chameleon Murder  | Hanson Collier                              | Telefilme                                         |
| 2005      | NCIS                           | Ian 'Bulldog' Hitch                         | "Pop Life"                                        |
| 2005      | Alien Express                  | Paul Fitzpatrick                            | Telefilme                                         |
| 2005–06   | Point Pleasant                 | Graham                                      | "Missing", "Let the War Commence", "Mother's Day" |
| 2006–2011 | Hellsing Ultimate              | Alexander Anderson / Richard Hellsing (voz) | Papel principal                                   |
| 2007      | The Nine                       | Mark                                        | "You're Being Watched"                            |
| 2007      | Shark                          | Eli Weber                                   | "In Absentia"                                     |
| 2008      | Samurai Girl                   | Severin                                     | Miniserie                                         |
| 2008      | The Apostles                   | Howard Davidson                             | Telefilme                                         |
| 2009      | CSI: Miami                     | Patrick Garrety                             | "Target Specific"                                 |
| 2009      | Mistresses                     | Jack Hudson                                 | Papel principal                                   |
| 2009      | 90210                          | Jason Epstein                               | "To New Beginnings!"                              |
| 2010      | Covert Affairs                 | James Elliot                                | "Walter's Walk"                                   |
| 2010      | NCIS: Los Angeles              | Jon Craig                                   | "Black Widow"                                     |
| 2010      | Triassic Attack                | Jake Roundtree                              | Telefilme                                         |
| 2011      | Human Target                   | Marshall Pucci                              | "Marshall Pucci"                                  |
| 2011      | The Cabin                      | Conor MacDougal                             | Telefilme                                         |
| 2012      | Castle                         | Trevor Haynes                               | "Dial M for Mayor"                                |
| 2012      | Magic City                     | Cliff Wells                                 | "Castles Made of Sand", "Time and Tide"           |
| 2012      | The Asset                      | Sean McDevitt                               | Telefilme                                         |
| 2014      | Men at Work                    | David                                       | "Post-Posal"                                      |
| 2014      | Enormous                       | Hopkins                                     | "Enormous"                                        |
| 2014      | Galyntine                      | Britt                                       | Telefilme                                         |
| 2014–2016 | Teen Wolf                      | Dr. Gabriel Valack                          | Papel principal                                   |
| 2015      | Secrets and Lies               | Joseph Richardson                           | Papel principal                                   |
| 2015      | The Syndicate                  | Eddie Garcia                                | "3.1", "3.2"                                      |
| 2016      | Accidental Switch              | Conner                                      | Telefilme                                         |
| 2016      | New Blood                      | Paul Douglas                                | "Case 3: Parts 1 & 2"                             |
| 2016      | Agatha Raisin                  | Inspector Jessop                            | "Witch of Wyckhadden"                             |
| 2016      | No Tomorrow                    | Hamish Stegner                              | "No Soup for You"                                 |
| 2017      | The Same Sky                   | Howard Cutter                               | Miniserie                                         |
| 2017      | Hawaii Five-0                  | John Walcott                                | "Kau pahi, ko'u kua. Kau pu, ko'u po'o"           |